# Challenger de São José do Rio Preto 2013
El Aberto Rio Preto 2013 fue un torneo de tenis profesional que se jugó en pistas de tierra batida. Se trató de la 2ª edición del torneo que forma parte del ATP Challenger Tour 2013. Tuvo lugar en São José do Rio Preto, Brasil entre el 7 y el 13 de octubre.

## Jugadores participantes del cuadro de individuales

### Cabezas de serie
| Favorito | País                  | Jugador                | Ranking1 | Posición en el torneo |
| -------- | --------------------- | ---------------------- | -------- | --------------------- |
| 1        | Bandera de Eslovaquia | Blaž Kavčič            | 104      | Cuartos de final      |
| 2        | Bandera de Colombia   | Alejandro González     | 106      | FINAL                 |
| 3        | Bandera de Argentina  | Guido Pella            | 116      | Semifinales           |
| 4        | Bandera de Portugal   | Gastão Elias           | 129      | Semifinales           |
| 5        | Bandera de Brasil     | Rogério Dutra da Silva | 132      | Cuartos de final      |
| 6        | Bandera de Brasil     | João Souza             | 143      | CAMPEÓN               |
| 7        | Bandera de Brasil     | Guilherme Clezar       | 171      | Segunda ronda         |
| 8        | Bandera de Brasil     | André Ghem             | 198      | Segunda ronda         |

- 1 Se ha tomado en cuenta el ranking del 30 de setiembre de 2013.

### Otros participantes
Los siguientes jugadores ingresaron al cuadro principal invitados por la organización del torneo (WC):
- Marcelo Demoliner
- Augusto Laranja
- Marcelo Zormann da Silva
- Bruno Sant'anna

Los siguientes jugadores ingresaron al cuadro principal tras participar en la fase clasificatoria (Q):
- Mitchell Krueger
- Wilson Leite
- Fernando Romboli
- Thales Turini

## Campeones

### Individuales
- João Souza derrotó en la final a  Alejandro González por 7–60, 6–3.

### Dobles Masculino
- Nicolás Barrientos /  Carlos Salamanca derrotaron en la final a  Marcelo Demoliner /  João Souza por 6–4, 6–4.